# Iglesia de San Juan Bautista en Przemęt
Iglesia de San Juan Bautista - una iglesia parroquial católica en Przemęt, en la comuna de Przemęt, condado de Wolsztyn, voivodato de Gran Polonia. Pertenece al decanato de Przemęt de la archidiócesis de Poznań. 

## Historia y arquitectura
Es una basílica de tres naves con crucero y dos torres en la fachada. El presbiterio, la nave principal y los brazos crucero se cubren con bóvedas de cañón con lunetos, las naves laterales se cubren con bóvedas de crucería, mientras que el cruce de la nave principal con el crucero se cubre con bóveda de vaída. El interior presenta decoraciones de estuco de finales del siglo XVII. La policromía es de la misma época y fue parcialmente repintada entre 1883 y 1886 y restaurada entre 1956 y 1957. La decoración interior fue realizada a finales del siglo XVII (como ejemplos están los altares y el púlpito) o en el siglo siglo XVIII (ejemplos son la sillería, el trono del abad, los confesionarios, los bancos). Un elemento más antiguo del mobiliario data de alrededor de 1430-40: se trata de una estatua gótica de la Virgen María y el Niño.

## Órganos
El órgano fue construido en 1818 por un constructor desconocido. Fue reconstruido por los hermanos Walter en 1879. En 2008 gracias al esfuerzo del párroco, P. Edmund Magdziarz, fueron restaurados por el constructor de órganos Marek Cepka de Popowo. El instrumento tiene un mecanismo de ejecución mecánico. 

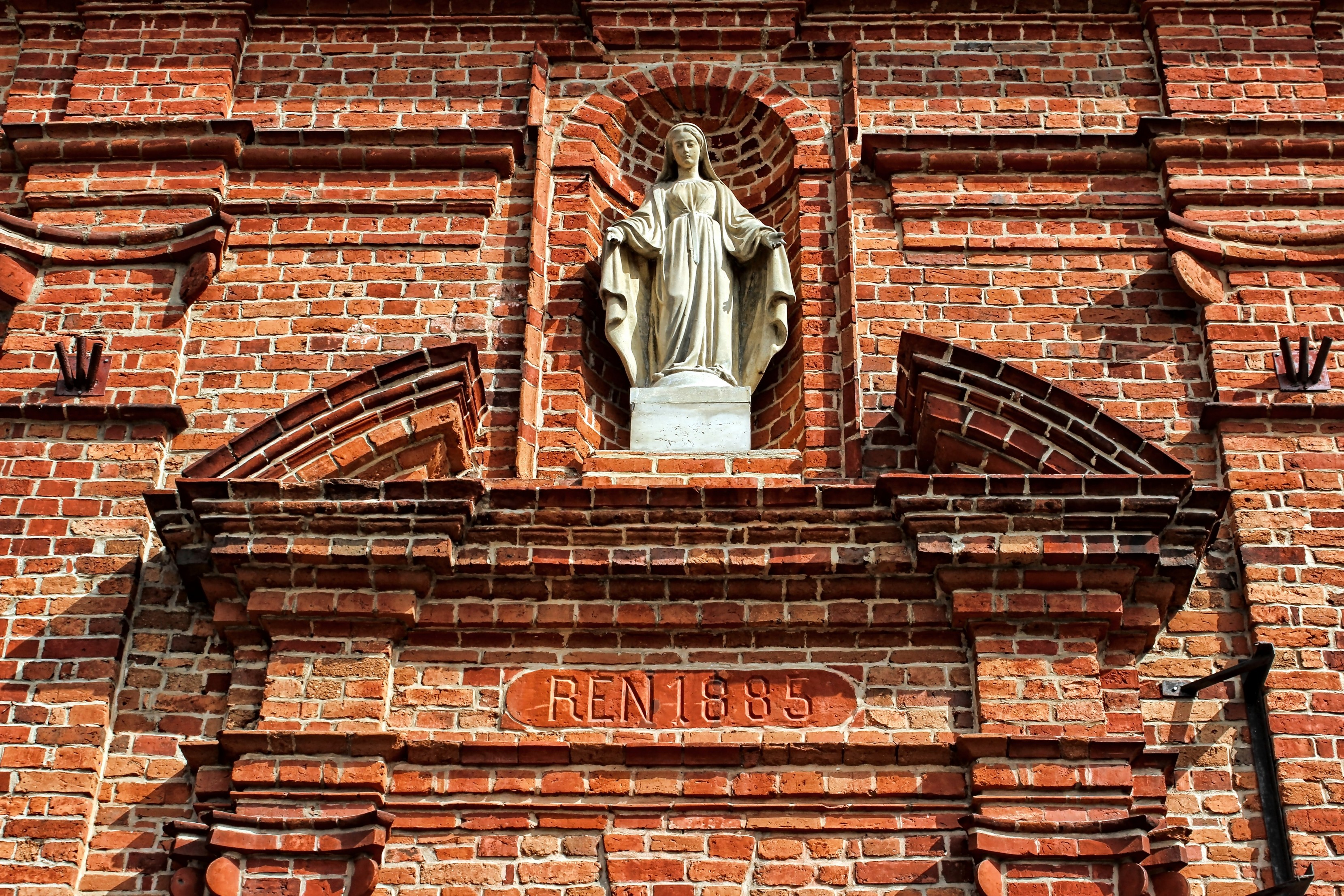
Una figura sobre la entrada de la iglesia.
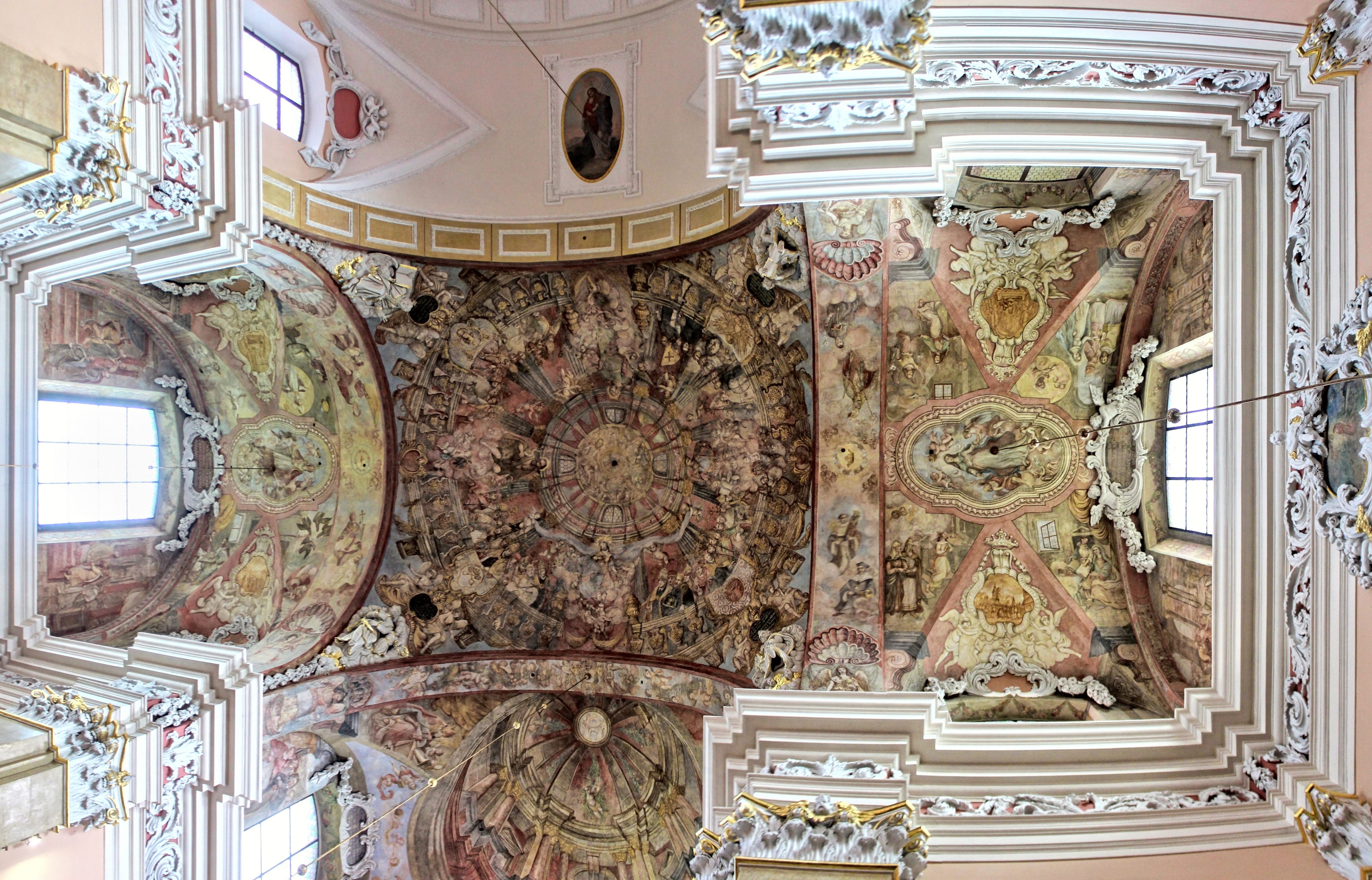
Techo y frescos
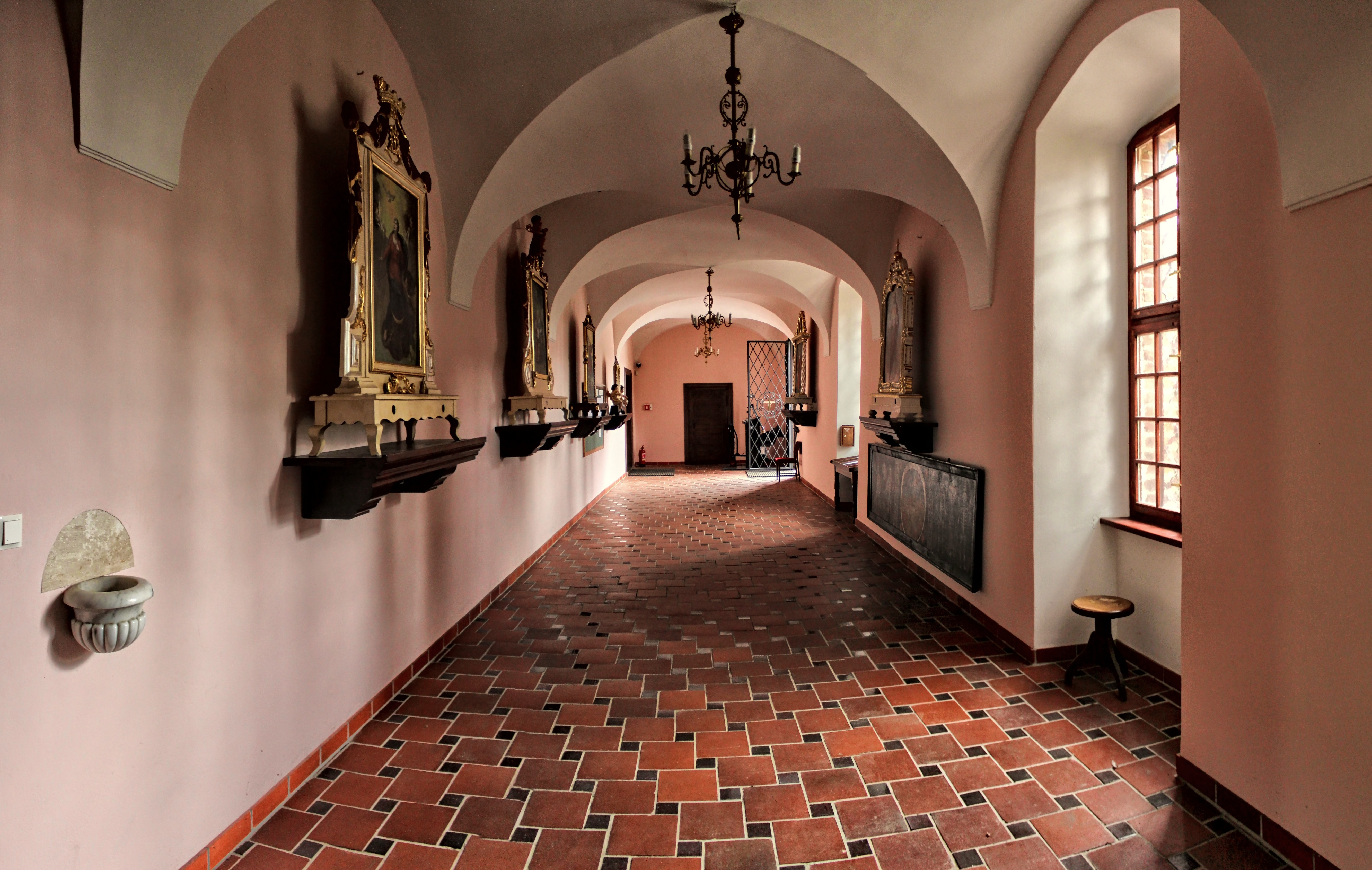
Corredor
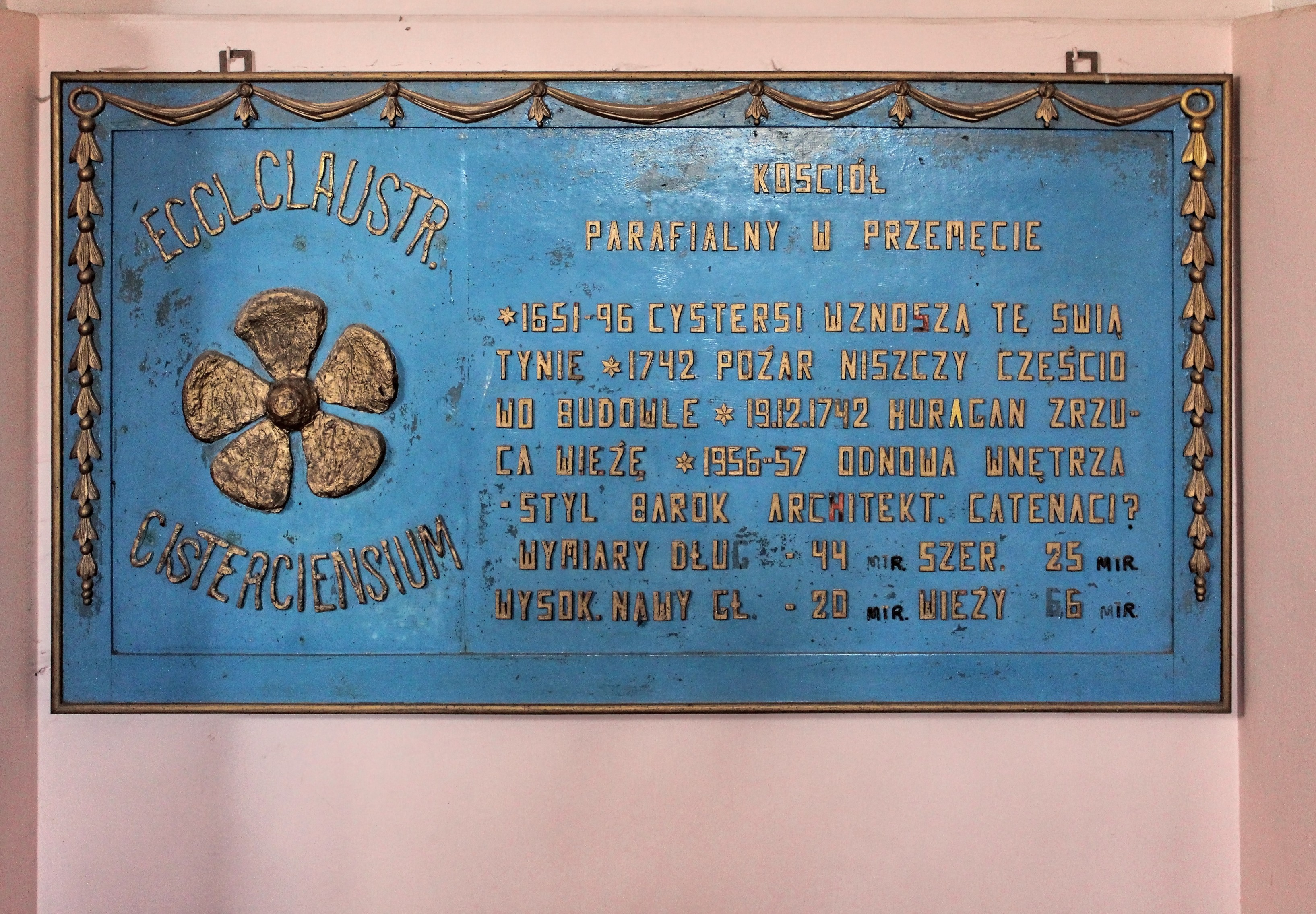
Una placa dentro de la iglesia
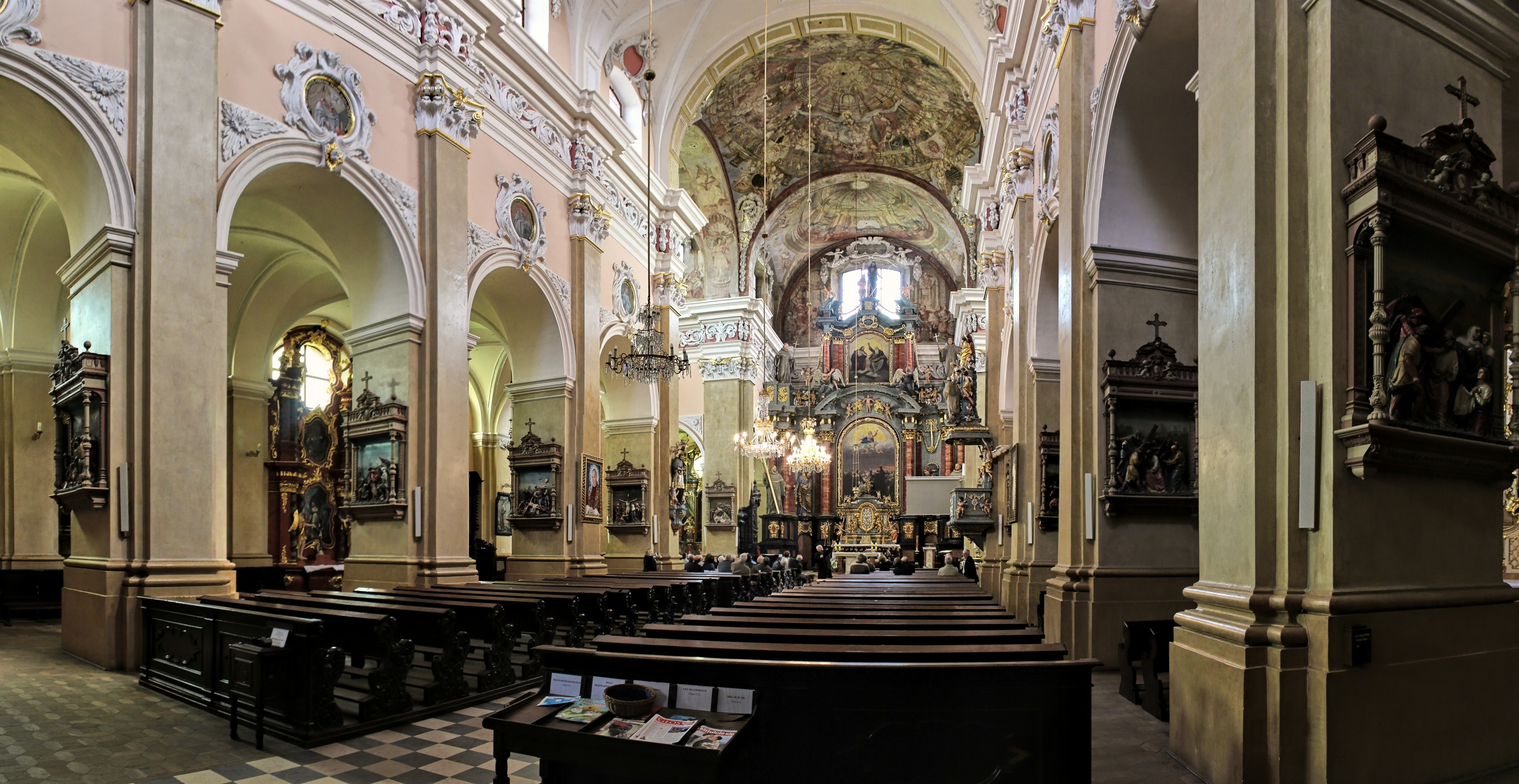
Interior de la iglesia
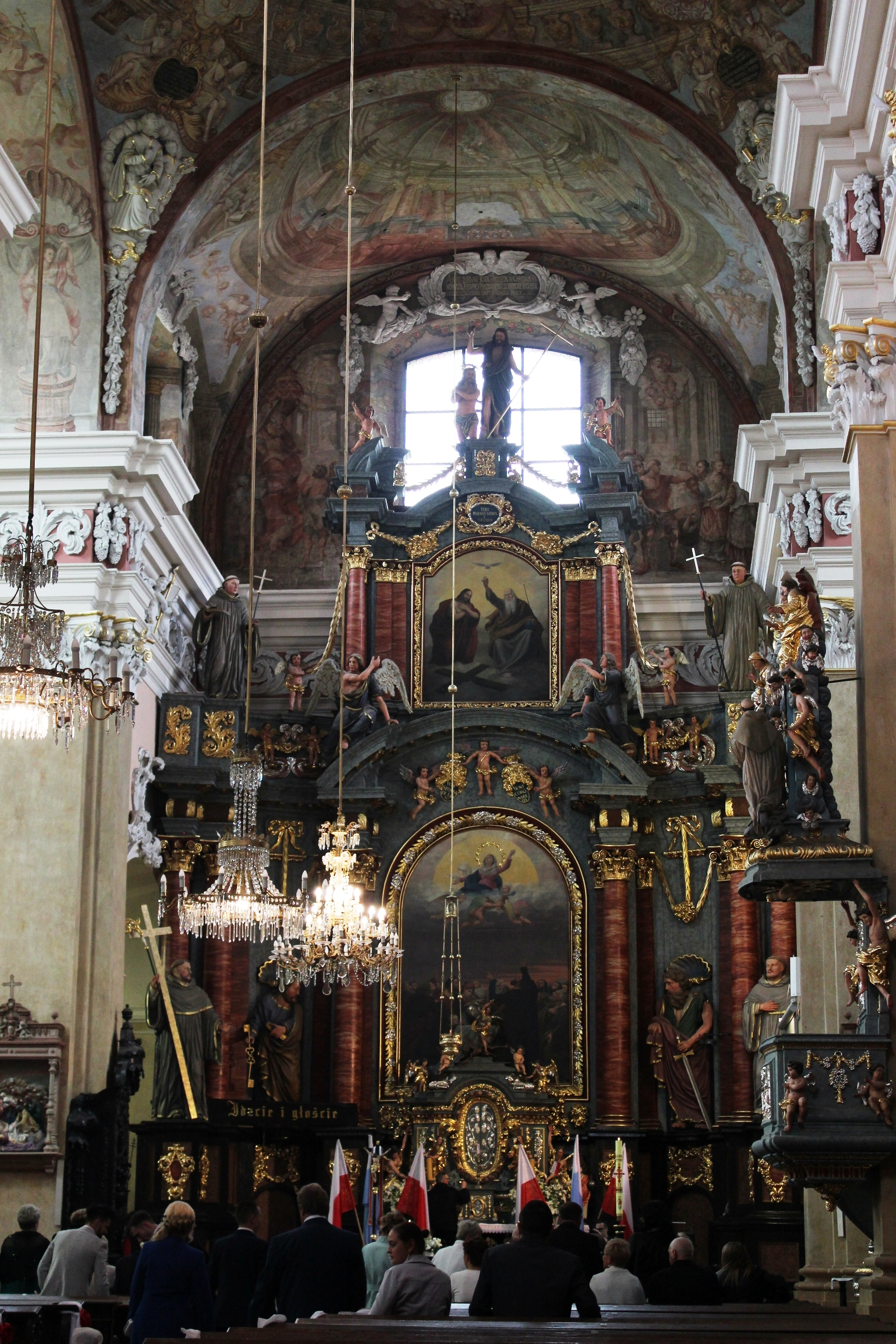
Altar mayor